# Sacamecates
Sacamecates är en ort i Mexiko.   Den ligger i kommunen Tepatitlán de Morelos och delstaten Jalisco, i den centrala delen av landet, 400 km väster om huvudstaden Mexico City. Sacamecates ligger 1 758 meter över havet och antalet invånare är 263.
Terrängen runt Sacamecates är platt åt nordväst, men åt sydost är den kuperad. Runt Sacamecates är det ganska tätbefolkat, med 60 invånare per kvadratkilometer. Närmaste större samhälle är Acatic, 16,6 km norr om Sacamecates. I omgivningarna runt Sacamecates växer huvudsakligen savannskog.